# Distretto Settentrionale (Israele)
Il Distretto Settentrionale (lingua ebraica, מחוז הצפון, Mechôz ha-Tzafôn, in arabo منطقة الشمال‎?, Minṭaqat aš-Šamāl) è uno delle sei entità territoriali di Israele, corrispondente al territorio della Galilea. Il Distretto Settentrionale ha una superficie di 4.478 km² (4,638 km² incluse le acque interne). Escludendo la regione del Golan (1154 km²) tutta l'area circostante è estesa 3.324 km² (3.484 km² comprese le acque interne). Il capoluogo del distretto è Nazareth che ne è anche la città principale.

## Società

### Evoluzione demografica
Dati secondo il Centro statistico israeliano nel 2005:
- Popolazione: 1.216.800 (2007)

Etnie presenti nel territorio:
- Arabi: 622.400 (52.5%)
- Ebrei: 523.400 (44.2%)
- Altri: 39.600 (3.3%)

Religione nel distretto:
- Ebrei: 523.400 (44.2%)
- Musulmani: 443.800 (37.4%)
- Drusi: 93.000 (7.8%)
- Cristiani: 87.500 (7.4%)
- Altri: 35.400 (3%)

Densità di popolazione: 265/km²

## Amministrazioni presenti nella Regione

### Sottodistretti
Il distretto è diviso in sub-distretti:
- sottodistretto di Safad;
- sottodistretto di Kineret;
- sottodistretto di Jezreel;
- sottodistretto di Acri;
- sottodistretto del Golan.

### Municipalità
| Città | Consigli locali | Consigli regionali |
| --- | --- | --- |
| - Acri - Afula - Bet She'an - Karmiel - Kiryat Shmona - Ma'alot-Tarshiha - Migdal HaEmek - Nahariya - Nazareth - Nof HaGalil - Safad - Sakhnin - Shefa-'Amr - Tamra - Tiberiade - Yokneam | - Abu Sinan - Arraba - Basmat Tab'un - Beit Jann - Bi'ina - Bir al-Maksur - Bu'eine Nujeidat - Buq'ata - Daburiyya - Deir al-Asad - Deir Hanna - Eilabun - Ein Qiniyye - Ein Mahil - Fassuta - Ghajar - Hazor HaGelilit - Hurfeish - I'billin - Iksal - Ilut - Jadeidi-Makr - Jish - Julis - Ka'abiyye-Tabbash-Hajajre - Kabul - Kafr Kanna - Kafr Manda - Kafr Yasif - Kaukab Abu al-Hija - Katzrin - Kfar Kama - Kfar Tavor - Kfar Vradim - Kisra-Sumei - Maghar - Majd al-Krum - Majdal Shams - Mas'ada - Mashhad - Mazra'a - Metula - Mevo Hama - Migdal - Mi'ilya - Nahf - Peki'in - Ramat Yishai - Rameh - Reineh - Rosh Pina - Sajur - Sha'ab - Shibli-Umm al-Ghanam - Shlomi - Tuba-Zangariyye - Tur'an - Yafa an-Naseriyye - Yanuh-Jat - Yavne'el - Yesod HaMa'ala - Yirka - Zarzir | - al-Batuf - Alta Galilea - Bassa Galilea - Bustan al-Marj - Emek HaMa'ayanot - Emek HaYarden - Gilboa - Golan - Ma'ale Yosef - Matte Asher - Megiddo - Merom HaGalil - Mevo'ot HaHermon - Misgav - Valle di Jezreel |